# 123818 Гелензір
123818 Гелензір (123818 Helenzier) — астероїд головного поясу, відкритий 31 січня 2001 року.
Тіссеранів параметр щодо Юпітера — 3,302.